# Quissécua
A quissécua (Millettia rhodantha) é uma espécie de planta africana usada com fins medicinais. É encontrada, entre outros países, em Angola. A quissécua está incluída no gênero Millettia da família das plantas herbáceas. Uma sinonímia da espécie é Millettia aromatica.
Outros nomes usados em português incluem quisécua, coseque, coseco, pau-quiseco e pau-quissécua. A árvore adulta atinge entre o 9 e os 15 metros. É usada com fins medicinais e pela madeira. A planta é vendida em mercados tradicionais africanos por seus usos medicinais.
É também usada, sob a forma de serra, na umbanda.
A espécie foi descrita por Henri Ernest Baillon.